# Покрышкин, Андрей
Андрей Покрышкин — дьяк 1670—1680-х годов.
В 1646 году был подьячим Казанского Дворца. В этом году, в ноябре, вышел указ всем подьячим иметь у себя луки, пищали или рогатины и явиться на смотр: Андрей Покрышкин должен был явиться при рогатине. В 1664 году, когда была торжественная встреча за городом при приезде в Москву грузинского царевича Ираклия I (царь Кахетии), то и Покрышкин, подьячий того же Приказа, участвовал в ней в «ездоках».
Дьяк с 1676 года. В 1680 году он дьяк в Угличе, в 1681 году — в Великом Устюге. В 1683 году на Покрышкина, дьяка Великого Устюга, жаловалась братия Соловецкого монастыря и послала челобитную государю, после чего Покрышкин, равно как и воевода стольник Иев Поярков, был уволен. С 26 февраля по 13 июня 1684 года Покрышкин был дьяком в Астрахани.